# PCHA 1919
Die Saison 1919 war die achte reguläre Saison der Pacific Coast Hockey Association (PCHA). Meister wurden die Seattle Metropolitans.

## Teamänderungen
Folgende Änderungen wurden vor Beginn der Saison vorgenommen:
- Die Portland Rosebuds stellten den Spielbetrieb ein.
- Die Victoria Aristocrats wurden reaktiviert.

## Modus
In der Regulären Saison absolvierten die drei Mannschaften jeweils 20 Spiele. Die beiden Erstplatzierten trafen anschließend in Hin- und Rückspiel um den Meistertitel aufeinander, wobei das bessere Torverhältnis aus beiden Spielen entscheidend war. Für einen Sieg erhielt jede Mannschaft zwei Punkte, bei einem Unentschieden einen Punkt und bei einer Niederlage null Punkte.

## Saisonverlauf
Vor der Spielzeit wurde das Franchise der Portland Rosebuds aufgelöst, während die Victoria Aristocrats nach mehrjähriger Pause wieder den Spielbetrieb in der PCHA aufnahmen. Die Aufgabe als Trainer der Aristocrats übernahm Lester Patrick. Die reguläre Saison wurde von den Vancouver Millionaires gewonnen, die anschließend entschieden die Playoffs in Seattle zu beginnen. Dies erwies sich jedoch als Fehler und die Millionaires verloren deutlich mit 1:6. Auch ein 4:1 im Rückspiel konnte das Ruder nicht mehr herumreißen.

## Reguläre Saison

### Tabelle
Abkürzungen: GP = Spiele, W = Siege, L = Niederlagen, T = Unentschieden, GF = Erzielte Tore, GA = Gegentore, Pts = Punkte
|                        | GP | W  | L  | T | GF | GA | Pts |
| ---------------------- | -- | -- | -- | - | -- | -- | --- |
| Vancouver Millionaires | 20 | 12 | 8  | 0 | 72 | 55 | 24  |
| Seattle Metropolitans  | 20 | 11 | 9  | 0 | 66 | 46 | 22  |
| Victoria Aristocrats   | 20 | 7  | 13 | 0 | 44 | 81 | 14  |

## Playoffs
- Vancouver Millionaires – Seattle Metropolitans 1:6/4:1

## Stanley Cup Challenge
Um den Stanley Cup traten die Seattle Metropolitans gegen die Canadiens de Montréal aus der National Hockey League an. In der Best-of-Five-Serie stand es nach fünf absolvierten Spielen 2:2, wobei ein Spiel unentschieden geendet hatte. Jedoch brach im Verlauf der Serie die Spanische Grippe aus, von der vor allem Spieler der Canadiens betroffen waren. Diese boten an die erkrankten Spieler durch Akteure der Victoria Aristocrats aus der PCHA zu ersetzen, was jedoch von den Metropolitans abgelehnt wurde, weshalb man schließlich die gesamte Serie um den Stanley Cup abbrach und der Pokal für dieses Jahr nicht vergeben wurde. Canadiens-Spieler Joe Hall verstarb schließlich wenige Tage später an den Folgen seiner Erkrankung.